# Élections législatives de 1951 dans le Tarn
Les élections législatives françaises de 1951 se tiennent le 17 juin. Ce sont les deuxièmes élections législatives de la Quatrième République.

## Mode de scrutin
Représentation proportionnelle plurinominale suivant la méthode du plus fort reste dans 103 circonscriptions, conformément à la loi des apparentements : les listes qui se sont « apparentées » avant l'élection remportent tous les sièges de la circonscription si leurs voix ajoutées obtiennent la majorité absolue des suffrages exprimés. Il y a 629 sièges à pourvoir.
Le vote préférentiel est admis. 
Dans le département du Tarn, quatre députés sont à élire.

## Candidats

### Liste du Mouvement républicain populaire
| N° | Candidats | Candidats             | Parti | Principales fonctions                                                                                        |
| -- | --------- | --------------------- | ----- | --- |
| 01 |           | François Reille-Soult | MRP   | Propriétaire-agriculteur, Médaille de la Résistance, conseiller général du canton de Brassac, député sortant |
| 02 |           | Clément Taillade      | MRP   | Directeur de contentieux, Médaille de la Résistance, conseiller municipal d'Albi, député sortant             |
| 03 |           | André Fauvel          | MRP   | Professeur d'agriculture et agriculteur, adjoint au maire de Saint-Sulpice                                   |
| 04 |           | Gaston Bousquet       | MRP   | Ingénieur chimiste, conseiller municipal de Castres                                                          |

### Liste d'Union républicaine et résistante présentée par le Parti communiste français
| N° | Candidats | Candidats         | Parti | Principales fonctions                      |
| -- | --------- | ----------------- | ----- | ------------------------------------------ |
| 01 |           | Roger Garaudy     | PCF   | Professeur, député sortant                 |
| 02 |           | Marcel Enjalbert  | PCF   | Cultivateur, ancien résistant FTP, Cadalen |
| 03 |           | Ernestine Séguier | PCF   | Ouvrière textile                           |
| 04 |           | Gilbert Pélissou  | PCF   | Mineur                                     |

### Liste socialiste SFIO
| N° | Candidats | Candidats        | Parti | Principales fonctions                                                                        |
| -- | --------- | ---------------- | ----- | -------------------------------------------------------------------------------------------- |
| 01 |           | Maurice Deixonne | SFIO  | Professeur, député sortant, Albi                                                             |
| 02 |           | André Raust      | SFIO  | Maire de Cagnac-les-Mines, conseiller général du Canton d'Albi, ancien résistant, enseignant |
| 03 |           | Léopold Raynaud  | SFIO  | Artisan ébéniste, maire de Puylaurens                                                        |
| 04 |           | Louis Lanet      | SFIO  | Conseiller municipal de Castres                                                              |

### Liste du Parti républicain radical-socialiste
| N° | Candidats | Candidats       | Parti   | Principales fonctions                        |
| -- | --------- | --------------- | ------- | -------------------------------------------- |
| 01 |           | Lucien Coudert  | Radical | Avocat à Castres                             |
| 02 |           | Raoul Lacouture | Radical | Industriel, maire de Lavaur                  |
| 03 |           | Eloi Buffel     | Radical | Propriétaire-exploitant, maire de Senouillac |
| 04 |           | Jacques Périer  | Radical | Conseiller de l'Union Française, pharmacien  |

### Liste du Rassemblement du peuple français
| N° | Candidats | Candidats       | Parti | Principales fonctions                                          |
| -- | --------- | --------------- | ----- | -------------------------------------------------------------- |
| 01 |           | Claude Simon    | RPF   | Directeur d'usine, conseiller général du canton de Labruguière |
| 02 |           | Pierre Berthaud | RPF   | Journaliste                                                    |
| 03 |           | Henri Bergeron  | RPF   | Propriétaire-exploitant                                        |
| 04 |           | Albert Vasseur  | RPF   | Retraité, adjoint au maire d'Albi                              |

### Liste de l'Union des nationaux indépendants et républicains
| N° | Candidats | Candidats        | Parti | Principales fonctions     |
| -- | --------- | ---------------- | ----- | ------------------------- |
| 01 |           | Ferdinand Carmé  | PPUS  | Propriétaire agriculteur  |
| 02 |           | Albert Peyredieu | UNIR  | Directeur d'établissement |
| 03 |           | Raymond Maignial | UNIR  | Avocat                    |
| 04 |           | Jean Rigal       | UNIR  | Agriculteur               |

### Liste du Centre national des indépendants et paysans et du Parti paysan d'union sociale
| N° | Candidats | Candidats                              | Parti | Principales fonctions                                         |
| -- | --------- | -------------------------------------- | ----- | ------------------------------------------------------------- |
| 01 |           | Christian de Bourdoncle de Saint-Salvy | CNIP  | Propriétaire exploitant, ancien contrôleur des armées, Lavaur |
| 02 |           | Calixte Lecœur                         | CNIP  | Journaliste                                                   |
| 03 |           | Jean-Baptiste At                       | CNIP  | Minotier, propriétaire exploitant                             |
| 04 |           | Raoul Sudre                            | CNIP  | Agriculteur exploitant                                        |

### Liste de l'Union démocratique et socialiste de la résistance
| N° | Candidats | Candidats       | Parti | Principales fonctions    |
| -- | --------- | --------------- | ----- | ------------------------ |
| 01 |           | Jean Boudey     | UDSR  | Journaliste              |
| 02 |           | Paul Canque     | UDSR  | Commerçant, Castres      |
| 03 |           | Pascaline Paoli | UDSR  | Avocat à la Cour d'Appel |
| 04 |           | Armand Cohade   | UDSR  | Employé PTT              |

## Élus
| Député sortant        | Parti | Parti | Député élu ou réélu   | Parti | Parti   |
| --------------------- | ----- | ----- | --------------------- | ----- | ------- |
| Roger Garaudy         |       | PCF   | Lucien Coudert        |       | Rad soc |
| Maurice Deixonne      |       | SFIO  | Maurice Deixonne      |       | SFIO    |
| François Reille-Soult |       | MRP   | François Reille-Soult |       | MRP     |
| Clément Taillade      |       | MRP   | Clément Taillade      |       | MRP     |

## Résultats

### Résultats à l'échelle du département
- Les listes du MRP, de la SFIO et Rad soc se sont apparentées.
- Leurs voix cumulées représentant plus de 50% des exprimés, tous les sièges sont répartis à la proportionnelle entre les partis apparentés.

| Parti    | Parti                                              | Tête de liste            | Résultats | Résultats | Sièges |  |
| Parti    | Parti                                              | Tête de liste            | Voix      | %         |        |  |
| -------- | -------------------------------------------------- | ------------------------ | --------- | --------- | ------ |  |
|          | Mouvement républicain populaire *                  | François Reille-Soult    | 36 898    | 24,84     | 2      |  |
|          | Parti communiste français                          | Roger Garaudy            | 34 496    | 23,22     | 0      |  |
|          | Section française de l'Internationale ouvrière *   | Maurice Deixonne         | 28 337    | 19,08     | 1      |  |
|          | Parti républicain, radical et radical-socialiste * | Lucien Coudert           | 18 833    | 12,68     | 1      |  |
|          | Rassemblement du peuple français                   | Claude Simon             | 16 401    | 11,04     | 0      |  |
|          | Union des nationaux indépendants et républicains   | Ferdinand Carmé          | 7 713     | 5,19      | 0      |  |
|          | Centre national des indépendants et paysans        | Christian de Saint-Salvy | 4 014     | 2,70      | 0      |  |
|          | Union démocratique et socialiste de la Résistance  | Jean Boudey              | 1         | 0,00      | 0      |  |
|          |                                                    |                          |           |           |        |  |
| Inscrits | Inscrits                                           | Inscrits                 | 189 952   | 100,00    | 4      |  |
| Votants  | Votants                                            | Votants                  | 155 152   | 81,68     |        |  |
| Exprimés | Exprimés                                           | Exprimés                 | 148 541   | 95,74     |        |  |